# 膨脹螺絲

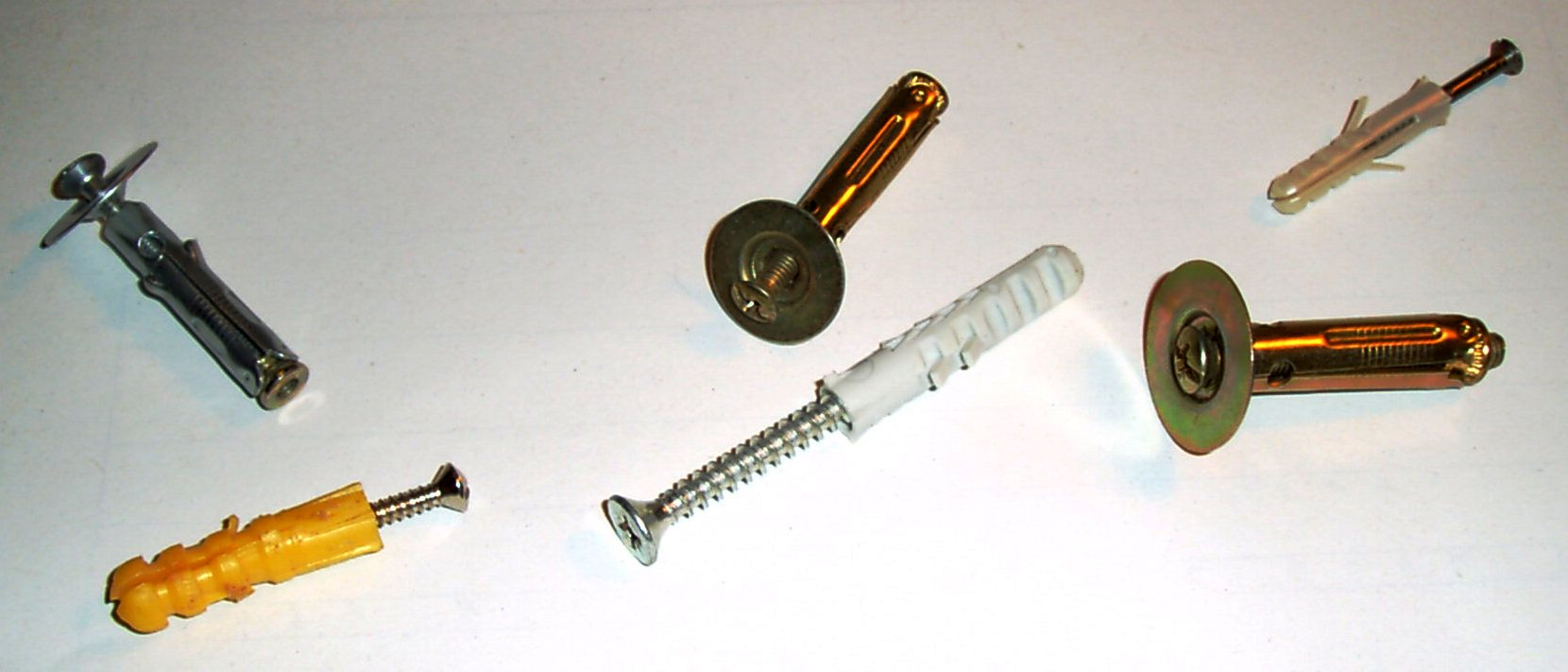
各種式樣的壁塞

壁塞（英文：Wall plug 或 Anchor）又稱壁虎、麻根塞，是一種裝修工具，用來安裝在牆上以安放螺絲。在塑膠及金屬加工業普及以前，壁塞一般採用麻根製作（因為麻根比木頭堅靱），因此又稱為麻根塞；亦因此有裝修師傅把現時塑膠製的壁塞稱之為膠塞。假如牆身有足夠厚度及硬度的話可直接在牆身鑽孔讓螺絲直接固定在牆上，否則就要借助壁塞來固定螺絲。

## 用途
壁塞的用法非常簡單：在牆身上鑽孔以後，只要直接把壁塞用搥子打進鑽孔內接著再鎖緊就可以。

## 形態
壁塞有幾種形態：
- 一種是直筒式的，無論是外徑或內徑都不變。
- 一種是漸窄式的，用來安放尖頭的螺絲。
- 還有一種是金屬形式的。

## 歷史
在商業壁塞未出現之前，當磚工或石工需要在牆上鑽孔時，會先在牆上開出一個淺坑，並填上軟材料。之後，會把一個簡陋的木塞錘進填上軟材料的淺坑裡。待用來固定木塞的軟材料乾固後，就可以在木塞上鑽孔。這項工作非常費時，而且也很麻煩。
世上第一個壁塞是於1911年由英國人John Joseph Rawlings所發明，並採用了他的姓氏的變體「Rawlplug」作為新產品的商標品牌。Rawlplug 在大英博物館同意採用他們的產品後打開了知名度。

## 外部連結
- 膨脹螺絲與自切式水泥螺紋錨栓的綜合比較 （页面存档备份，存于）
- 國家級建築工程指定之eta認證水泥螺栓/ （页面存档备份，存于）